# Campeonato Mundial de Esportes Aquáticos de 2001
O Campeonato Mundial de Esportes Aquáticos de 2001 foi a nona edição do Campeonato Mundial de Esportes Aquáticos. Foi realizado na cidade de Fukuoka, no Japão, de 16 a 29 de julho.

## Esportes
- Maratona Aquática
- Nado Sincronizado
- Natação
- Pólo Aquático
- Saltos Ornamentais

## Quadro de Medalhas
| #  | País                | Gold. | Silver. | Bronze. | Total |
| -- | ------------------- | ----- | ------- | ------- | ----- |
| 1  | Austrália           | 13    | 4       | 6       | 23    |
| 2  | China               | 10    | 6       | 4       | 20    |
| 3  | Estados Unidos      | 9     | 9       | 8       | 26    |
| 4  | Rússia              | 6     | 8       | 7       | 21    |
| 5  | Itália              | 6     | 2       | 4       | 12    |
| 6  | Alemanha            | 4     | 7       | 8       | 19    |
| 7  | Países Baixos       | 3     | 5       | 1       | 9     |
| 8  | Ucrânia             | 3     | 1       | 1       | 5     |
| 9  | Suécia              | 1     | 3       | 2       | 6     |
| 10 | Reino Unido         | 1     | 2       | 4       | 7     |
| 11 | Japão               | 1     | 1       | 7       | 9     |
| 12 | Canadá              | 1     | 1       | 3       | 5     |
| 13 | Roménia             | 1     | 1       | 2       | 4     |
| 14 | Hungria             | 1     | 1       | 1       | 3     |
| 15 | Espanha             | 1     | 0       | 0       | 1     |
| 16 | França              | 0     | 2       | 1       | 3     |
| 17 | México              | 0     | 2       | 0       | 2     |
|    | Áustria             | 0     | 2       | 0       | 2     |
| 19 | Islândia            | 0     | 1       | 1       | 2     |
| 20 | Polónia             | 0     | 1       | 0       | 1     |
|    | Suíça               | 0     | 1       | 0       | 1     |
|    | Sérvia e Montenegro | 0     | 1       | 0       | 1     |
|    | Costa Rica          | 0     | 1       | 0       | 1     |
| 24 | África do Sul       | 0     | 0       | 1       | 1     |

## Resultados

### Maratona Aquática
| Evento:         | Ouro:                          | Tempo   | Prata:                         | Tempo   | Bronze:                   | Tempo   |
| 5 km Masculino  | Luca Baldini · Itália          | 55:37   | Evgueni Bezroutchenko · Rússia | 56:31   | Marco Formentini · Itália | 56:42   |
| 5 km Feminino   | Viola Valli · Itália           | 1:00:23 | Peggy Büchse · Alemanha        | 1:00:49 | Hayley Lewis · Austrália  | 1:00:52 |
| 10 km Masculino | Evgueni Bezroutchenko · Rússia | 2:01:04 | Vladimir Dyatchin · Rússia     | 2:01:06 | Fabio Venturini · Itália  | 2:01:11 |
| 10 km Feminino  | Peggy Büchse · Alemanha        | 2:17:32 | Irina Abyssova · Rússia        | 2:17:47 | Edith van Dijk Holanda    | 2:17:52 |
| 25 km Masculino | Yuri Kudinov · Rússia          | 5:25:32 | Stéphane Gomez · França        | 5:26:00 | Stéphane Lecat · França   | 5:26:36 |
| 25 km Feminino  | Viola Valli · Itália           | 5:56:51 | Edith van Dijk Holanda         | 6:00:36 | Angela Maurer · Alemanha  | 6:06:19 |

### Natação
| Evento:            | Ouro:                                                                            | Tempo       | Prata: | Tempo    | Bronze:                                                                                | Tempo    |
| Livre              |                                                                                  |             | |          |                                                                                        |          |
| 50 m Masculino     | Anthony Ervin Estados Unidos                                                     | 22.09       | Pieter van den Hoogenband Holanda | 22.16    | Roland Schoeman · África do Sul e · Tomohiro Yamanoi · Japão                           | 22.18    |
| 50 m Feminino      | Inge de Bruijn Holanda                                                           | 24.47       | Therese Alshammar · Suécia | 24.88    | Sandra Völker · Alemanha                                                               | 24.96    |
| 100 m Masculino    | Anthony Ervin Estados Unidos                                                     | 48.33 CR    | Pieter van den Hoogenband Holanda | 48.43    | Lars Frölander · Suécia                                                                | 48.79    |
| 100 m Feminino     | Inge de Bruijn Holanda                                                           | 54.18       | Katrin Meissner · Alemanha | 55.07    | Sandra Völker · Alemanha                                                               | 55.11    |
| 200 m Masculino    | Ian Thorpe · Austrália                                                           | 1:44.06 WR  | Pieter van den Hoogenband Holanda | 1:45.81  | Klete Keller Estados Unidos                                                            | 1:47.10  |
| 200 m Feminino     | Giaan Rooney · Austrália                                                         | 1:58.57     | Yang Yu · China | 1:58.78  | Camelia Potec · Roménia                                                                | 1:58.85  |
| 400 m Masculino    | Ian Thorpe · Austrália                                                           | 3:40.17 WR  | Grant Hackett · Austrália | 3:42.51  | Emiliano Brembilla · Itália                                                            | 3:45.11  |
| 400 m Feminino     | Yana Klochkova · Ucrânia                                                         | 4:07.30     | Claudia Poll · Costa Rica | 4:09.15  | Hannah Stockbauer · Alemanha                                                           | 4:09.36  |
| 800 m Masculino    | Ian Thorpe · Austrália                                                           | 7:39.16 WR  | Grant Hackett · Austrália | 7:40.34  | Graeme Smith · Reino Unido                                                             | 7:51.12  |
| 800 m Feminino     | Hannah Stockbauer · Alemanha                                                     | 8:24.66     | Diana Munz Estados Unidos | 8:28.84  | Kaitlin Sandeno Estados Unidos                                                         | 8:31.45  |
| 1500 m Masculino   | Grant Hackett · Austrália                                                        | 14:34.56 WR | Graeme Smith · Reino Unido | 14:58.94 | Alexei Filipets · Rússia                                                               | 15:01.43 |
| 1500 m Feminino    | Hannah Stockbauer · Alemanha                                                     | 16:01.02 CR | Flavia Rigamonti · Suíça | 16:05:99 | Diana Munz Estados Unidos                                                              | 16:07.05 |
| Costas             |                                                                                  |             | |          |                                                                                        |          |
| 50 m Masculino     | Randall Bal Estados Unidos                                                       | 25.34       | Thomas Rupprath · Alemanha | 25.44    | Matt Welsh · Austrália                                                                 | 25.49    |
| 50 m Feminino      | Haley Cope Estados Unidos                                                        | 28.51       | Antje Buschschulte · Alemanha | 28.53    | Natalie Coughlin Estados Unidos                                                        | 28.54    |
| 100 m Masculino    | Matt Welsh · Austrália                                                           | 54.31 CR    | Örn Arnarson · Islândia | 54.75    | Steffen Driesen · Alemanha                                                             | 54.91    |
| 100 m Feminino     | Natalie Coughlin Estados Unidos                                                  | 1:00.37     | Diana Mocanu · Roménia | 1:00.68  | Antje Buschschulte · Alemanha                                                          | 1:01.42  |
| 200 m Masculino    | Aaron Peirsol Estados Unidos                                                     | 1:57.13 CR  | Markus Rogan · Áustria | 1:58.07  | Örn Arnarson · Islândia                                                                | 1:58.37  |
| 200 m Feminino     | Diana Mocanu · Roménia                                                           | 2:09.94     | Stanislava Komarova · Rússia | 2:10.43  | Joanna Fargus · Reino Unido                                                            | 2:11.05  |
| Peito              |                                                                                  |             | |          |                                                                                        |          |
| 50 m Masculino     | Oleg Lisogor · Ucrânia                                                           | 27.52 CR    | Roman Sloudnov · Rússia | 27.60    | Domenico Fioravanti · Itália                                                           | 27.72    |
| 50 m Feminino      | Luo Xuejuan · China                                                              | 30.84 CR    | Kristy Kowal Estados Unidos | 31.37    | Zoe Baker · Reino Unido                                                                | 31.40    |
| 100 m Masculino    | Roman Sloudnov · Rússia                                                          | 1:00.16     | Domenico Fioravanti · Itália | 1:00.47  | Ed Moses Estados Unidos                                                                | 1:00.61  |
| 100 m Feminino     | Luo Xuejuan · China                                                              | 1:07.18 CR  | Leisel Jones · Austrália | 1:07.96  | Ágnes Kovács · Hungria                                                                 | 1:08.50  |
| 200 m Masculino    | Brendan Hansen Estados Unidos                                                    | 2:10.69 CR  | Maxim Podoprigora · Áustria | 2:11.09  | Kosuke Kitajima · Japão                                                                | 2:11.21  |
| 200 m Feminino     | Ágnes Kovács · Hungria                                                           | 2:24.90 CR  | Qi Hui · China | 2:25.09  | Luo Xuejuan · China                                                                    | 2:25.29  |
| Borboleta          |                                                                                  |             | |          |                                                                                        |          |
| 50 m Masculino     | Geoff Huegill · Austrália                                                        | 23.50       | Lars Frölander · Suécia | 23.57    | Mark Foster · Reino Unido                                                              | 23.62    |
| 50 m Feminino      | Inge de Bruijn Holanda                                                           | 25.90 CR    | Therese Alshammar · Suécia | 26.18    | Anna-Karin Kammerling · Suécia                                                         | 26.45    |
| 100 m Masculino    | Lars Frölander · Suécia                                                          | 52.10 CR    | Ian Crocker Estados Unidos | 52.25    | Geoff Huegill · Austrália                                                              | 52.36    |
| 100 m Feminino     | Petria Thomas · Austrália                                                        | 58.27 CR    | Otylia Jędrzejczak Polônia | 58.72    | Junko Onishi · Japão                                                                   | 58.88    |
| 200 m Masculino    | Michael Phelps Estados Unidos                                                    | 1:54.58 WR  | Tom Malchow Estados Unidos | 1:55.28  | Anatoly Polyakov · Rússia                                                              | 1:55.68  |
| 200 m Feminino     | Petria Thomas · Austrália                                                        | 2:06.73 CR  | Annika Mehlhorn · Alemanha | 2:06.97  | Kaitlin Sandeno Estados Unidos                                                         | 2:08.52  |
| Medley             |                                                                                  |             | |          |                                                                                        |          |
| 200 m Masculino    | Massimiliano Rosolino · Itália                                                   | 1:59.71     | Tom Wilkens Estados Unidos | 2:00.73  | Justin Norris · Austrália                                                              | 2:00.91  |
| 200 m Feminino     | Martha Bowen Estados Unidos                                                      | 2:11.93     | Yana Klochkova · Ucrânia | 2:12.30  | Qi Hui · China                                                                         | 2:12.46  |
| 400 m Masculino    | Alessio Boggiatto · Itália                                                       | 4:13.15     | Erik Vendt Estados Unidos | 4:15.36  | Tom Wilkens Estados Unidos                                                             | 4:15.94  |
| 400 m Feminino     | Yana Klochkova · Ucrânia                                                         | 4:36.98     | Martha Bowen Estados Unidos | 4:39.06  | Beatrice Caslaru · Roménia                                                             | 4:39.33  |
| Revezamento Livre  |                                                                                  |             | |          |                                                                                        |          |
| 4x100 m Masculino  | Michael Klim · Ashley Callus · Todd Pearson · Ian Thorpe · Austrália             | 3:14.10 CR  | Mark Veens Johan Kenkhuis Klaas-Erik Zwering Pieter van den Hoogenband Holanda                                                                                          | 3:14.56  | Stefan Herbst · Torsten Spanneberg · Lars Conrad · Sven Lodziewski · Alemanha          | 3:17.52  |
| 4x100 m Feminino   | Petra Dallmann · Antje Buschschulte · Katrin Meissner · Sandra Völker · Alemanha | 3:39.58     | Colleen Lanne · Erin Phenix · Maritza Correia · Courtney Shealy · Estados Unidose · Alison Sheppard · Melanie Marshall · Rosalind Brett · Karen Pickering · Reino Unido | 3:40.80  | Nenhuma                                                                                |          |
| 4x200 m Masculino  | Grant Hackett · Michael Klim · Bill Kirby · Ian Thorpe · Austrália               | 7:04.66 WR  | Emiliano Brembilla · Matteo Pelliciari · Andrea Beccari · Massimiliano Rosolino · Itália                                                                                | 7:10.86  | Scott Goldblatt Nate Dusing Chad Carvin Klete Keller Estados Unidos                    | 7:13.69  |
| 4x200 m Feminino   | Nicola Jackson · Janine Belton · Karen Legg · Karen Pickering · Reino Unido      | 7:58.69     | Silvia Szalai · Sarah Harstick · Hannah Stockbauer · Meike Freitag · Alemanha                                                                                           | 8:01.35  | Maki Mita · Tomoko Hagiwara · Tomoko Nagai · Eri Yamanoi · Japão                       | 8:02.97  |
| Revezamento Medley |                                                                                  |             | |          |                                                                                        |          |
| 4x100 m Masculino  | Matt Welsh · Regan Harrison · Geoff Huegill · Ian Thorpe · Austrália             | 3:35.35 CR  | Steffen Driesen · Jens Kruppa · Thomas Rupprath · Torsten Spanneberg · Alemanha                                                                                         | 3:36.34  | Vladislav Aminov · Dmitry Komornikov · Vladislav Kulikov · Dmitri Tchernychev · Rússia | 3:37.77  |
| 4x100 m Feminino   | Dyana Calub · Leisel Jones · Petria Thomas · Sarah Ryan · Austrália              | 4:01.50 CR  | Natalie Coughlin Megan Quann Mary Descenza Erin Phenix Estados Unidos                                                                                                   | 4:01.81  | Zhan Shu · Luo Xuejuan · Ruan Yi · Xu Yanwei · China                                   | 4:02.53  |

Legenda
| Recorde mundial       | Recorde mundial (World record)               |                       | Recorde africano                      | Recorde africano (African) |                                           | Q | Classificado por posição (Qualified) |
| Recorde do campeonato | Recorde do campeonato (Championship record)  | Recorde da América    | Recorde da América (Americas)         | q                          | Classificado por melhor tempo (Qualified) |   |                                      |
| Melhor marca do ano   | Melhor marca do ano (World leading)          | Recorde asiático      | Recorde asiático (Asian)              | DNS                        | Não largou (Did not start)                |   |                                      |
| Recorde nacional      | Recorde nacional (National record)           | Recorde europeu       | Recorde europeu (European)            | DNF                        | Não terminou (Did not finish)             |   |                                      |
| Recorde pessoal       | Recorde pessoal do atleta (Personal best)    | Recorde da Oceania    | Recorde da Oceania (Oceania)          | DSQ / DQ                   | Desclassificado (Disqualified)            |   |                                      |
| Recorde da temporada  | Recorde da temporada do atleta (Season best) | Recorde sul-americano | Recorde sul-americano (South America) | NM                         | Sem marca (No mark)                       |   |                                      |

### Nado Sincronizado
| Evento | Ouro | Pontos | Prata | Pontos | Bronze | Pontos |
| Solo   | Olga Brusnikina · Rússia | 99.434 | Virginie Dedieu · França | 98.287 | Miya Tachibana · Japão | 97.870 |
| Dueto  | Miya Tachibana · Miho Takeda · Japão | 98.910 | Anastasia Davydova Anastassia Ermakova Russia | 98.390 | Claire Carver-Dias · Fanny Letourneau · Canadá | 96.704 |
| Equipe | Anastasia Davydova · Anastassia Ermakova · Irina Tolkatcheva · Elena Ovtchinnikova · Anna Shorina · Elvira Khassianova · Svetlana Petratchina · Joulia Chestakovitch · Maria Gromova · Rússia | 98.917 | Yoko Yoneda · Juri Tatsumi · Michiyo Fujimaru · Satoe Hokoda · Chiaki Watanabe · Naoko Kawashima · Emiko Suzuki · Saho Harada · Miho Takeda · Japão | 98.083 | Claire Carver-Dias · Fanny Letourneau · Catherine Garceau · Erin Chan · Jessica Chase · Lynn Johnson · Amy Caskey · Sara Petrov · Shayna Nackoney · Sarah L. Alexander · Canadá | 97.453 |

### Saltos Ornamentais
| Evento                    | Ouro                             | Ouro   | Prata                                                | Prata  | Bronze                                       | Bronze |
| Individual                |                                  |        |                                                      |        |                                              |        |
| Trampolim 1 m Masculino   | Wang Feng · China                | 444.03 | Wang Tianling · China                                | 433.14 | Alexander Dobroskok · Rússia                 | 414.21 |
| Trampolim 1 m Feminino    | Blythe Hartley · Canadá          | 300.81 | Wu Minxia · China                                    | 297.57 | Zhang Jing · China                           | 294.15 |
| Trampolim 3 m Masculino   | Dmitri Sautin · Rússia           | 725.82 | Wang Tianling · China                                | 717.27 | Ken Terauchi · Japão                         | 712.38 |
| Trampolim 3 m Feminino    | Guo Jingjing · China             | 596.67 | Irina Lashko · Austrália                             | 552.39 | Youlia Pakhalina · Rússia                    | 543.54 |
| Plataforma 10 m Masculino | Tian Liang · China               | 688.77 | Alexandre Despatie · Canadá                          | 670.95 | Mathew Helm · Austrália                      | 670.23 |
| Plataforma 10 m Feminino  | Xu Mian · China                  | 532.65 | Duan Qing · China                                    | 522.54 | Loudy Tourky · Austrália                     | 511.50 |
| Sincronizado              |                                  |        |                                                      |        |                                              |        |
| Trampolim 3 m Masculino   | Peng Bo · Wang Kenan · China     | 342.63 | Joel Rodriguez · Fernando Platas · México            | 338.49 | Alexander Dobroskok · Dmitri Sautin · Rússia | 335.19 |
| Trampolim 3 m Feminino    | Wu Minxia · Guo Jingjing · China | 347.31 | Youlia Pakhalina · Vera Ilynia · Rússia              | 320.61 | Ditte Kotzian · Conny Schmalfuss · Alemanha  | 303.03 |
| Plataforma 10 m Masculino | Tian Liang · Hu Jia · China      | 361.41 | Eduardo Rueda · Fernando Platas · México             | 336.63 | Roman Volodkov · Anton Zakharov · Ucrânia    | 336.06 |
| Plataforma 10 m Feminino  | Duan Qing · Sang Xue · China     | 329.94 | Evgeniya Olshevskaya · Svetlana Timoshinina · Rússia | 306.90 | Takiri Miyazaki · Emi Otsuki · Japão         | 297.00 |

### Pólo Aquático
| Evento    | Ouro    | Prata               | Bronze |
| Masculino | Espanha | Sérvia e Montenegro | Rússia |
| Feminino  | Itália  | Hungria             | Canadá |